# François Eygun
Pour les articles homonymes, voir Eygun.
François Eygun, né le 18 mars 1898 à Poitiers et mort le 23 mai 1973 à Mouterre-sur-Blourde dans la Vienne, est un historien et archéologue français.

## Biographie
Fils de Basile Eygun, officier mis à la retraite à cause du système des fiches du général André, et de Marie-Thérèse Fossier, passionné d’archéologie, il est admis à la Société des antiquaires de l'Ouest en 1915.
Il s’engage comme volontaire lors de la Première Guerre mondiale et sa conduite lui vaut la croix de guerre.
Après sa démobilisation, il reprend ses études, obtient une licence de botanique et entre à l’École des chartes en 1922. Il y obtient en 1926 le diplôme d'archiviste paléographe avec une thèse intitulée : Catalogue des sceaux du Poitou jusqu'en 1515. Il eût pu entrer aux Archives nationales, où Auguste Coulon essaye de l'attirer, mais il doit retourner en Poitou, car la mort récente de son père fait de lui un chef de famille et l'administrateur d'un important patrimoine agricole.
Il commence alors une carrière d’historien avant d'être nommé conservateur de la bibliothèque de Poitiers en 1937 et directeur des antiquités. Il enseigne la paléographie à l’université de Poitiers.
Il épouse Marie-Alix Galbaud du Fort en 1926.
Résistant pendant la Seconde Guerre mondiale, il est membre du réseau SR Air 40 à Poitiers et abrite des maquisards sur sa propriété de Pouillac à Mouterre-sur-Blourde. C’est fin juillet 1940, un mois après l’armistice, qu’il est contacté par un membre du réseau SR Air 40. Son passage de la Ligne de démarcation est facilité parce qu’il possède des domaines en zone non-occupée, mais aussi parce qu’il est en rapport avec son cousin, Anthoine de Fremond de La Merveillère, propriétaire de l’abbaye de la Réau en Vienne sud sur la commune de Saint-Martin-l'Ars, près de la ligne. Anthoine de Fremond, comme président du syndicat d’électricité de Mauprévoir, avait obtenu un ausweis avec trois points de passage dont un sans poste de garde. Alors qu’il est interdit de prendre des photographies extérieures, François Eygun, comme directeur des antiquités, a l’autorisation de posséder un appareil photo dans le cadre de sa profession pour photographier les fouilles archéologiques et les monuments… Il est chargé de la transmission des plis, des plans, des messages oraux concernant les aérodromes, les fortifications du mur de l’Atlantique et, afin de passer plus facilement les documents, il les photographie sans développer les pellicules, afin que si elles étaient saisies, en les ouvrant elles se révéleraient inexploitables. Quant aux messages, il les écrit avec de l’hyposulfite de soude et ils n’étaient développés qu’à Limoges.
François Eygun travaille régulièrement avec le réseau S.R. AIR 40 de juillet 1940 à septembre 1942. Après le passage de la ligne de démarcation d’un des agents du réseau, Meifred Devals, ingénieur au Palais de la Découverte, hébergé quelque temps chez Duvivier à Joussé, Anthoine de Fremond est arrêté puis relâché faute de preuve. François Eygun est inquiété comme son cousin et tous les deux prennent la décision – étant « grillés » – de mettre fin à leurs activités en septembre 1942.
Après guerre, il dirige les Antiquités historiques de la région et de nombreuses fouilles à ce titre :
- fouilles de la salle des pas perdus du palais de justice de Poitiers (1943) ;
- fouilles du baptistère Saint-Jean (Poitiers) (1958) ;
- fouilles de Civaux (1960-1964) ;
- fouilles de l'Abbaye Sainte-Croix de Poitiers .

Il encourage la fondation de la Société historique du pays loudunais.
Le fonds Eygun du ministère de la Culture contient plus de 4 000 photos, dont 360 sont numérisées.

## Publications
Il fait publier le journal des fouilles du père Camille de La Croix aux Dunes : Le Cimetière gallo-romain des Dunes à Poitiers. Journal des fouilles du Père de la Croix et rapports du Cdt Rothmann (tome XI des Mémoires de la Société des antiquaires de l'Ouest).
Il publie de nombreux comptes-rendus dans Gallia :
- Deux Suisses au service de la France, de Charles IX à Louis XIII, 1925 ;
- Catalogue des sceaux du Poitou jusqu’en 1515, thèse, 1926 ;
- Une borne milliaire d'Hadrien, trouvée à Cenon, 1928 ;
- Un thème iconographique commun aux églises romanes de Parthenay et aux sceaux de ses seigneurs, 1930 ;
- Manuel d’architecture romane, 1931 ;
- Le Trésor des monnaies gauloises du faubourg de Bessac, à Niort , 1932 ;
- Autour de quelques épitaphes d'officiers suisses du XVIIe siècle, 1933 ;
- L'Abbaye Notre-Dame de la Réau osa, étude historique et archéologique, thèse secondaire, tome XV des Mémoires de la Société des antiquaires de l'Ouest, 1937 (prix du président Henri de Montégut-Lamorélie de l'École des chartes) ;
- Sigillographie du Poitou jusqu’en 1515 : : étude d'histoire provinciale sur les institutions, les arts et la civilisation d'après les sceaux, thèse d’État, 1938 (prix Engel de l’Académie des inscriptions et belles-lettres) ;
- Les Trois Piliers de Poitiers, 1942 (portant sur un vestige d’institution judiciaire, visible dans un hôtel qui hébergeait alors la Gestapo de Poitiers) ;
- La Topographie de Poitiers et de ses paroisses au XVIIe siècle par le Toisé de 1691 et le dénombrement du fief d'Anguitard de 1674 : Publiés et annotés par François Eygun, 1947 ;
- L’Art des pays d'Ouest, 1951, Arthaud, deux éditions ;
- Ce qu'on peut savoir de Mélusine et de son iconographie , 1951 ;
- La Pierre-Levée de Poitiers, 1953 ;
- Trois lettres inédites d'Eléonore Desmier d'Olbreuse, 1953 ;
- Saint-Porchaire de Poitiers, 1955 ;
- Saintonge romane, collection Zodiaque, 1970 ;
- Le château de Terre-Neuve à Fontenay-le-Comte, 1956 ;
- Réflexions sur les monuments mérovingiens de Poitiers : La datation du baptistère Saint-Jean, 1968 ;
- L’Abbaye de la Réau, 1973 ;

### En collaboration
- avec Georges Thouvenin : Le Secret de Saint-Grégoire de Poitiers et la Sainte ampoule des rois d'Angleterre, 1944 ;
- avec Jean Coquet : Découvertes archéologiques à l'abbaye de Ligugé : Un martyrium martinien ? À propos des fouilles de Ligugé (1954).

### Source et bibliographie
- François Villard, Notice biographique, Bibliothèque de l’École des chartes, 1973, p. 681-684